# مقراب 40 قدم
مقراب الأربعون قدمًا ويُعرف أيضًا بمقراب الأربعون قدم العظيم للفلكي الإنجليزي ويليام هيرشل بقي هذا المقراب الأكبر في العالم لمدة خمسون سنة. استخدمه ويليام لأوَّل مرَّة في 19 فبراير من عام 1786 حينما وجهه المقراب الذي لم يتم الانتهاء من بنائه بعد نحو سديم الجبار. في 28 آب 1789 بدأ ويليام هيرشيل استكشاف الكون مستخدما مقراب الأربعون قدما الشهير والذي وبعد أربع ليال فقط من مراقبة سماء الليل تمَّ اكتشاف قمرين لزُحل وهُما ميماس وإنسيلادوس الذي هو سادس أكبر أقمار كوكب زحل. كان قُطرا مرآتيه الرئيسيَّتين 120 سم (47 بوصة) وبُعده البؤري f/10. سُبكت المرآة الأولى في مسبك بلندن في 31 أكتوبر 1785، وكانت مصنوعة من خليط من المرايا المعدنيَّة مع الزرنيخ.
وتزن 1023 رطل بعد السبك، وجد أنَّها أضعف بمقدار 0.9 بوصة في الوسط عن حواف المرآة التي كانت حوالي 2 بوصة.

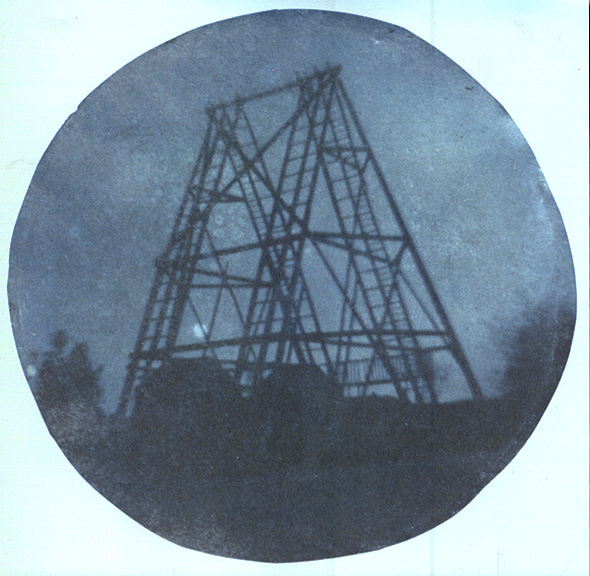
صورة التقطها جون ويليام هيرشيل لمقراب والده في عام 1839.

بنى السير وليام هيرشيل بمساعدة كارولين هيرشيل وكان يقع المرصد في منزل هيرشيل من عام 1789 إلى 1840 في بلدة سلاو بمدينة في بيركشاير وتبعد حوالي 20 ميلا (30 كيلومترا) غرب وسط لندن. كان مصنوعًا من حديد. على شكل إنبوب طوله 40 قدما (12 م) ومن هنا أتى اسم مقراب الأربعون قدما. من الذين ساهموا في بناء هذا المقراب الملك جورج الثالث الذي منحه 4000 باوند دُفعت لشراء الموقع الذي تم بناء المقراب فيه .

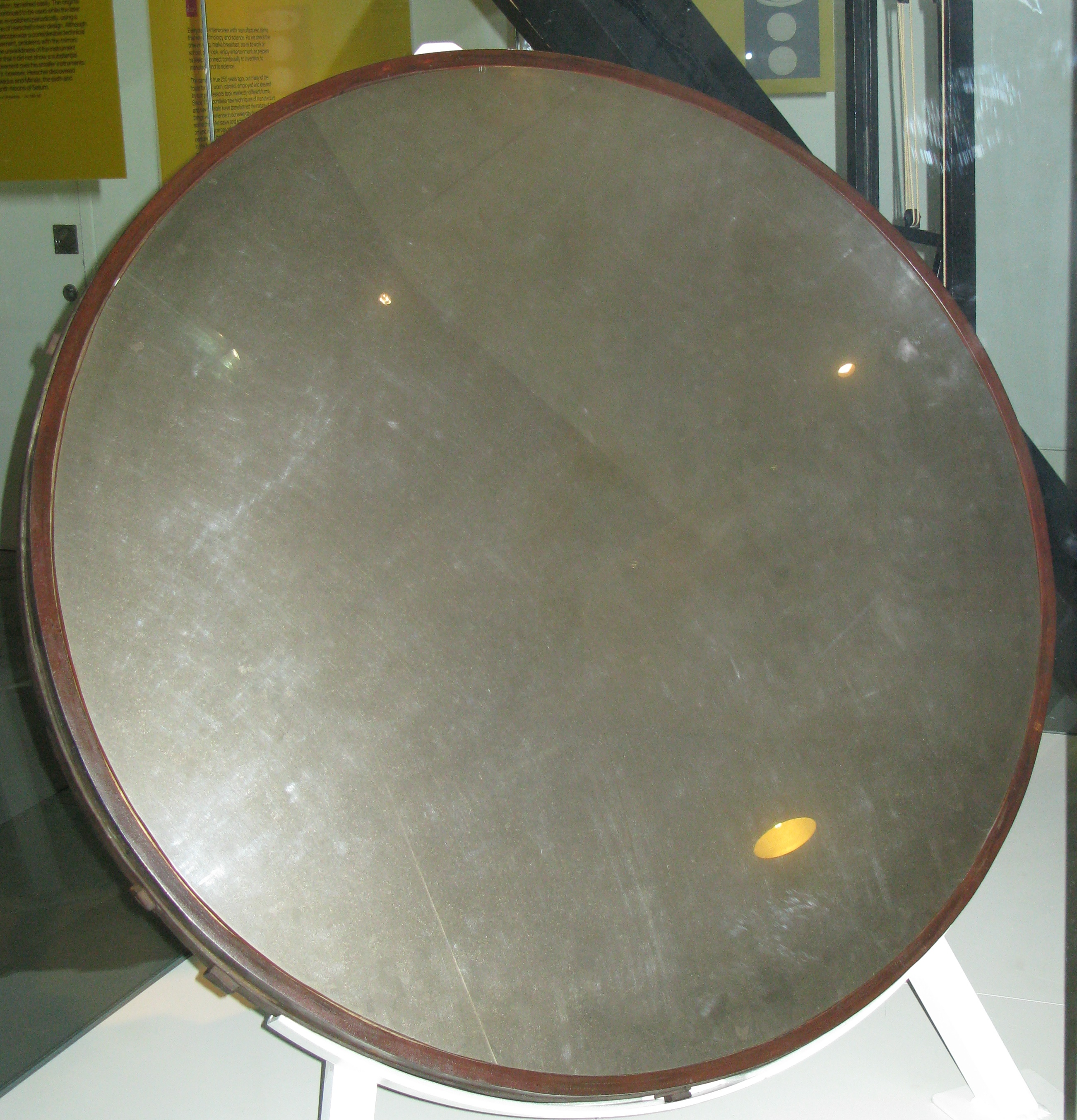
مرآة المقراب في متحف العلوم بمدينة لندنمطوك